# Křešovský potok
Křešovský potok je levostranný přítok říčky Klenice v okrese Mladá Boleslav, ve Středočeském kraji. Délka jeho toku činí zhruba 6,3 km. Plocha jeho povodí měří 10,5 km².

## Průběh toku

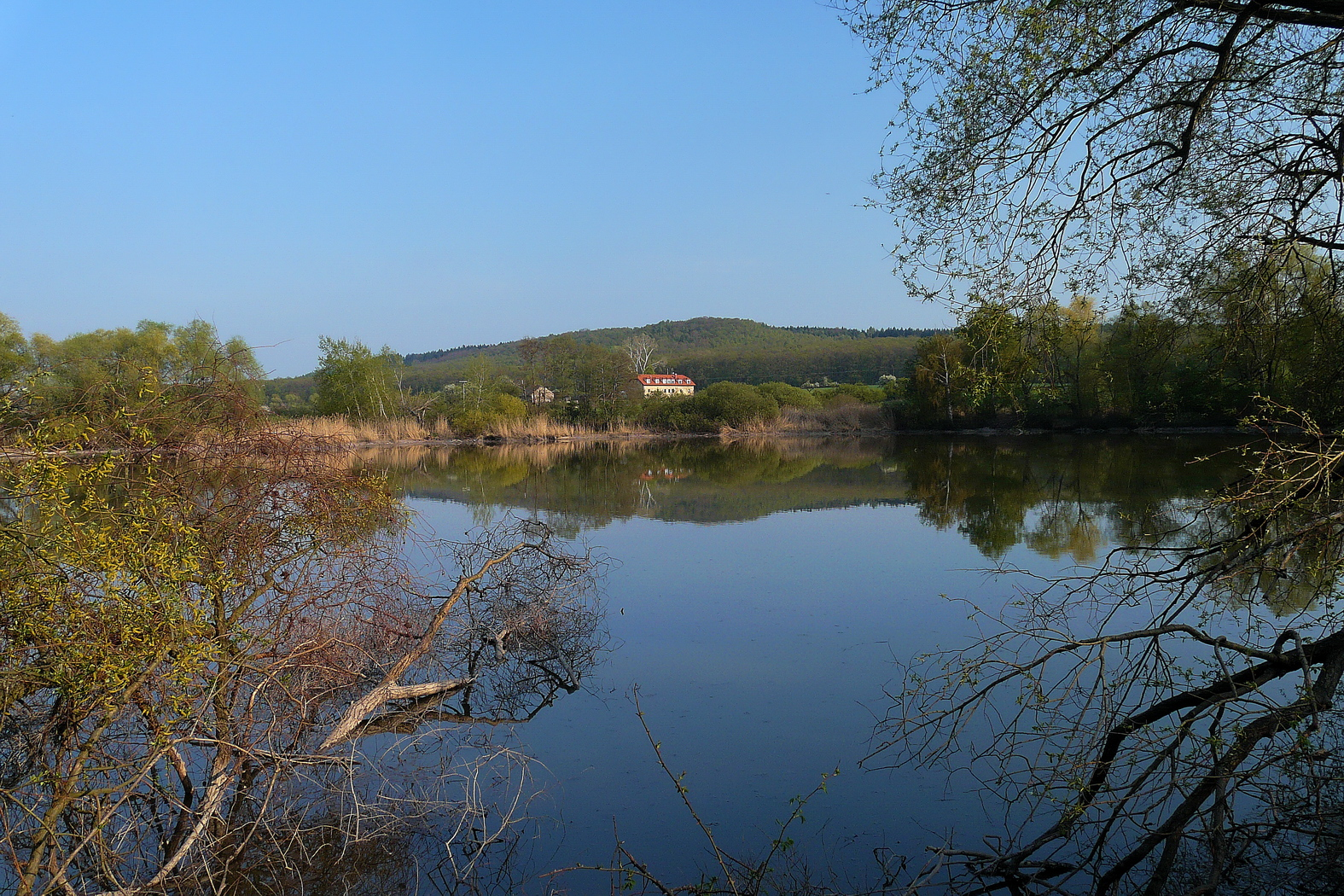
Křešovský rybník

Potok pramení západně od Domousnic pod Chloumeckým hřbetem, podél kterého vede mělká údolní niva potoka úvodních cca 2,5 km v rámci přírodního parku Čížovky. Potok teče převážně severozápadním směrem. Ve vsi Čížovky přijímá zprava drobný Pilský potok, na kterém jsou dva rybníčky. Následně ve vsi Křešovský potok napájí trojici malých rybníků Hoření, U Mlýna, Baba, za vsí pak rybník Křešovský, za nímž potok opouští přírodní park. Poté protéká v regulovaném korytě zemědělskou krajinou, přijímá několik přítoků z obou stran a po 1,8 km napájí u Matrovic velký rybník Vražda (plocha 21,6 ha). Jeho odtok je propojen s odtokem z blízkého Matrovického rybníka (plocha 4,8 ha). Po dalších 1,3 km se Křešovský potok vlévá do Klenice severně od Března. Dříve, v době rozkvětu rybníkářství, býval v oblasti tohoto soutoku mnohem větší Velký rybník, ale později byl vysušen.